# جون روبرت رايت
جون روبرت رايت (بالإنجليزية: J. Robert Wright)‏ هو مؤرخ وقسيس أمريكي، ولد في 20 أكتوبر 1936.